# Восстание в Джамму и Кашмире
Восстание в Джамму и Кашмире (англ. Insurgency in Jammu and Kashmir) — конфликт между вооружёнными силами Индии и рядом повстанческих группировок штата Джамму и Кашмир. Вооружённое сопротивление индийским властям вспыхнуло в долине Кашмира в 1989 году. Некоторые группировки сражаются за независимость штата, а другие призывают к союзу с Пакистаном. Индия обвиняет Пакистан в поставках оружия боевикам. В 1990-х многие группировки попали под влияние радикальных течений ислама.

## История конфликта
В 1989 году начались вооружённые стычки между армией Индии и повстанцами Кашмира. Мусульманские политические партии были возмущены тем, что в 1987 году выборы в законодательное собрание штата были сфальсифицированы (по их мнению), после этого они сформировали боевые крылья своих движений. Пакистан дал «моральную и дипломатическую» поддержку повстанческому движению, призывая чтобы вопрос о будущем штата решался через референдум под эгидой ООН.
Но правительство Индии утверждает, что поддержка Пакистана повстанцев состоит в обучении и поставках им оружия. Индийские власти неоднократно призывали Пакистан прекратить «трансграничный терроризм».
В 1990-х идеологические акценты движения за независимость переместились из националистических в радикально исламистские. Это было вызвано тем, что в долину Кашмира прибыло большое число моджахедов, которые воевали в Афганистане против Советского Союза в 1980-х годах.